# Abbaye d'Yvetot
L'abbaye saint-Hyacinthe d'Yvetot, ou couvent des bernardines d'Yvetot est une ancienne abbaye de bernardines située dans la commune d'Yvetot, en Normandie. Fondée tardivement, en 1660, elle est fermée en 1780. Elle est transformée en prison de la Révolution à 1935, puis de nouveau de 1940 à 1955, avant d'être définitivement fermée. Le bâtiment, laissé à l'abandon, est entièrement détruit au XXIe siècle pour construire des logements.

## Historique

### Fondation
La fondation de l'abbaye d'Yvetot s'inscrit dans le courant plus général de renouveau de l'ordre cistercien aux XVIe et XVIIe siècles. Durant cette période sont fondées plusieurs congrégations cisterciennes tentant de remédier à la décadence de l'ordre, décadence découlant en particulier de la commende : la réforme de Jean de La Barrière dite « feuillantine », la réforme de Rancé, dite « trappiste » et la réforme de Louise de Ballon, dite « bernardine réformée ». En Normandie, ce train de réformes aboutit à la création de trois établissements cisterciens, toutes dans l'archidiocèse de Rouen : Yvetot, Neufchâtel-en-Bray et Arques.
La demande de fonder une abbaye cistercienne à Yvetot est effectuée par trois religieuses bernardines de Bival en 1657. Une première tentative d'essaimage de cette abbaye normande avait eu lieu en 1647, sous l'impulsion de son abbesse Charlotte Douley, qui avait tenté la création d'un monastère à Auffay, projet qui avait échoué. D'autre part, Yvetot cherchait à attirer une communauté religieuse, et avait déjà tenté de créer un couvent de Célestins dépendant de celui de Limay en 1650, puis de Bernardines parisiennes en 1652, toujours sans succès.
La ville donne son accord à l'implantation de l'abbaye le 17 mars 1657, le prince d'Yvetot, Charles du Bellay, le 5 avril, enfin l'archevêque de Rouen, François Harlay de Champvallon, le 29 mai de la même année. Ayant obtenu les accords de principe, les religieuses sont toutefois toujours à la recherche d'un lieu. Elles achètent le terrain « en bordure du chemin tendant d'Yvetot à Auzebosc » à Charles Lecourt le 2 avril 1658, et s'y installent le 30 juillet de la même année. La première abbesse est Judith Françoise Soyer d’Intraville, née vers 1618 et donc âgée de quarante ans lors de la fondation. La construction dure jusqu'en 1685,,.

### XVIIeetXVIIIesiècles
Un incendie ravage le couvent le 20 août 1688 ; parti de l'abbaye, il se propage dans une bonne partie de la ville, en détruisant près des trois quarts. Les religieuses trouvent refuge dans une maison hors du bourg. Une construction provisoire bâtie sur l'ancienne cave permet à la communauté, dès 1689, de disposer d'un logement et d'une chapelle de fortune. La reconstruction de l'édifice commence en 1690 pour s'achever en 1711, le chantier ayant coûté huit mille livres. Le 20 octobre 1711, la nouvelle chapelle est consacrée,. L'abbesse fondatrice ne voit pas le nouvel édifice achevé puisqu'elle meurt le 24 avril 1709,.
Plusieurs sources anciennes qualifient cette fondation de bénédictine », mais tous les auteurs plus récents estiment que c'est un abus de langage dû au fait que les cisterciens suivent la Règle de saint Benoît. L'abbaye d'Yvetot reste tout le long de son existence une fondation modeste, ne dépassant pas les trente religieuses. En 1775, elles ne sont plus que quatre. En 1780, Dominique de La Rochefoucauld, archevêque de Rouen, décrète la fermeture de l'abbaye, dont les biens sont affectés pour partie à la paroisse de la ville, et pour le reste à la communauté des Dames du Sacré-Cœur de Jésus et de Marie d'Ernemont.

### Après l'abbaye
Dès avant la fermeture officielle de l'abbaye, décision est prise le 20 décembre 1779 d'implanter dans les locaux deux écoles de garçons, l'une gratuite et l'autre payante. L'abbé Leplat dirige l'école gratuite jusqu'en 1788. Par ailleurs, dans cette école se tiennent alors les séances de la Municipalité. L'abbesse fondatrice ne voit pas le nouvel édifice achevé puisqu'elle meurt le 24 avril 1709.
Après que l'abbaye a fermé, le tribunal et la prison s'installent dans l'édifice. L'ancienne chapelle est utilisée comme salle d'audience. Une centaine de détenus y étaient incarcérés. En 1809, des travaux de réparations conséquents sont menés. En 1820, une citerne est ajoutée. À partir de 1860, la prison est agrandie, avec un corps de bâtiment pour les hommes et un pour les femmes, séparés par un bâtiment central.
Aucune exécution n'a lieu à la prison d'Yvetot durant tout le temps de son fonctionnement.